# Bedina Varoš
Bedina Varoš (Servisch cyrillisch: Бедина Варош) is een plaats in de Servische gemeente Ivanjica. De plaats telt 1681 inwoners (2002).